# John Eisele
John Eisele (John Lincoln Eisele; 18 de enero de 1884 – 30 de marzo de 1933) fue un atleta estadounidense. Ganó la medalla de plata en la carrera por equipo de 3 millas y medalla de bronce en la carrera de obstáculos de 3.200 metros en los Juegos Olímpicos de Londres 1908. Eisele fue el único corredor en su primera ronda que llega hasta la final, hacia el final después de ejecutar la primera ronda en 11:13.6. Impidió ritmo con el líder, Arthur Russell de Gran Bretaña e Irlanda, sobre la marca a mitad de camino a la meta. Archie Robertson, también de Gran Bretaña, lo pasó a continuación. Eisele terminado tercero, unos veinticinco metros detrás de la pareja británica. Su tiempo fue 11:8. También ganó una medalla de plata en la carrera de 5 km por equipos junto con George Bonhag y Herbert Trube.